# Атанас Карчев
Атанас Валентинов Карчев е български политик и инженер от ГЕРБ, от 2019 г. е кмет на община Свиленград. Бил е главен архитект на община Свиленград (2015 – 2019). От 2015 г. е член на „Ротари клуб“, а от 2018 до 2019 г. е президент на „Ротари клуб“ – Свиленград. Президент на Спортен клуб по бадминтон в Свиленград.

## Биография
Роден е на 28 април 1984 г. в Свиленград, Народна република България. Учи в СОУ „Д-р Петър Берон“ до VIII клас в родния си град, след което завършва Професионалната гимназия по дървообработване и строителство „Цар Иван Асен II“ в Хасково, със специалност „строителен техник“. През 2010 г. завършва висше образование в Университета по архитектура, строителство и геодезия (УАСГ) в София, придобива магистърска степен със специалност „архитект“.
От 2011 г. започва  работа в Общинска администрация – Свиленград като главен експерт „Архитектура и строителство“ в отдел „Устройство на територията“. От 2014 до 2015 г. е ръководител проект „Интегриран план за градско възстановяване и развитие на град Свиленград“ (финансиран по Оперативна програма „Регионално развитие“ 2007 – 2013 г.).

### Политическа дейност
На местните избори през 2019 г. е кандидат за кмет от ГЕРБ на община Свиленград. На проведения първи тур е избран за кмет, като получава 7215 гласа (или 63,27%). На местните избори през 2023 г. е отново кандидат за кмет от ГЕРБ на община Свиленград. На проведения първи тур е избран за кмет, като получава 6102 гласа (или 74,30%).